# هلرینگ-له-فنترانژ
هلرینگ-له-فنترانژ (به فرانسوی: Hellering-lès-Fénétrange) یک کمون در فرانسه است که در Canton of Fénétrange واقع شده‌است.

## خصوصیات
هلرینگ-له-فنترانژ ۴٫۰۵ کیلومترمربع مساحت و ۱۷۵ نفر جمعیت دارد.